# 2838 Takase
2838 Takase è un asteroide della fascia principale. Scoperto nel 1971, presenta un'orbita caratterizzata da un semiasse maggiore pari a 2,3405706 UA e da un'eccentricità di 0,1895096, inclinata di 2,13092° rispetto all'eclittica.